# Xerophyta demeesmaekeriana
Xerophyta demeesmaekeriana är en enhjärtbladig växtart som beskrevs av Paul Auguste Duvigneaud och Jeanine Dewit. Xerophyta demeesmaekeriana ingår i släktet Xerophyta och familjen Velloziaceae.
Artens utbredningsområde är Kongo-Kinshasa. Inga underarter finns listade.